# Luciano Bruno
Luciano Bruno (* 23. Mai 1963 in Foggia) ist ein ehemaliger italienischer Boxer. Bruno war Silbermedaillengewinner der Europameisterschaften 1983 und Bronzemedaillengewinner der Olympischen Spiele 1984.

## Karriere

### Amateur
Bruno war italienischer Meister 1980 und 1981 im Halbweltergewicht (-63,5 kg) und 1982 im Weltergewicht (-67 kg).
1982 gewann Bruno die Silbermedaille der Militärweltmeisterschaften in Algier und im selben Jahr wurde er auch Zweitplatzierter der Junioreneuropameisterschaften (U19) in Schwerin, wobei er im Finale gegen Torsten Schmitz, DDR (5:0), verlor. Dieselbe Platzierung erreichte er auch bei den Europameisterschaften im Folgejahr. Sein Finalgegner war diesmal Petr Galkin, Sowjetunion (4:1). Bei den Mittelmeerspielen 1983 gewann Bruno ebenfalls die Silbermedaille. Im selben Jahr gewann er außerdem den Weltcup in Rom.
Bei den Olympischen Spielen 1984 erreichte Bruno nach Siegen über Georges Boco, Benin (5:0), Peter Okumu, Nigeria (4:1), und Alexander Künzler, Deutschland (5:0), das Halbfinale, welches er gegen den späteren Olympiasieger Mark Breland, USA (5:0), verlor und damit die olympische Bronzemedaille gewann.

### Profi
1984 bestritt Bruno seinen ersten Profikampf. Er blieb in diesem und den folgenden 8 Kämpfen ungeschlagen und beendete 1987 ohne je um einen Titel gekämpft zu haben seine Karriere. Sechs der Neun Kämpfe gewann er durch K. o.

## Sonstiges
Nach seiner Karriere wurde Bruno Trainer in Foggia.